# Karl Piutti
Karl Piutti (aussi Carl Puitti), né le 30 avril 1846 à Elgersburg en duché de Saxe-Cobourg et Gotha et mort le 17 juin 1902 à Leipzig, est un compositeur, organiste virtuose, professeur et critique musical allemand.

## Biographie
Après des études de théologie interrompues, Piutti étudie au conservatoire de Cologne puis au conservatoire de Leipzig de 1869 à 1871 avec Carl Reinecke, et où il enseigne lui-même à partir de 1875 jusqu'à sa mort. Il est également organiste de l'Église Saint-Thomas de Leipzig à partir de 1880, l'église où Jean Sébastien Bach était cantor plus d'un siècle auparavant et où devait lui succéder Karl Straube. Pour ses contemporains, Puitti est un organiste virtuose particulièrement connu pour ses improvisations.
Il compose quelque deux cents préludes pour orgue, une Trauungssonate (sonate de mariage), des motets, des musiques pour psaumes, des lieder et des pièces pour piano.

## Sélection d’œuvres

### Œuvres chorales
- Deux Psaumes op. 30
  - Das ist mir lieb (Psalm 116)
  - Jauchzet dem Herrn (Psalm 100)
- Deux Motets op. 33
  - Selig sind die Toten
  - Die auf den Herrn harren

### Pour orgue
- Die Trauung (le mariage) - Cycle de quatre pièces en forme de sonate, op. 9
- Dix improvisation sur des chorals connus op. 15
- Huit préludes op. 2
- Hymnes pour orgue en ré majeur op. 5
- Prélude et fugue op. 16, "la Pentecôte"
- Fest-Hymnus op. 20
- Sonate pour orgue en sol mineur op. 22
- Sonate pour orgue en mi mineur op. 27
- Dix petites pièces pour orgue op. 32
- 200 Choralvorspiele op. 34

## Source
- (sv) Cet article est partiellement ou en totalité issu de l’article de Wikipédia en suédois intitulé « Karl Piutti » (voir la liste des auteurs).